# موريس هيرمان فينكل
موريس هيرمان فينكل (بالإنجليزية: Maurice Herman Finkel)‏ هو مهندس معماري أمريكي، ولد في 1888 في بيسارابيا، وتوفي في 1949.